# Crușovăț
Crușovăț – wieś w Rumunii, w okręgu Caraș-Severin, w gminie Cornea. W 2011 roku liczyła 464 mieszkańców. 